# Oblastní rada Be'er Tovija
Oblastní rada Be'er Tovija (hebrejsky מועצה אזורית באר טוביה‎, mo'aca ezorit Be'er Tovija) je oblastní rada v jižní části pobřežní planiny (region Šefela) v Jižním distriktu v Izraeli.
Na východě sousedí s oblastními radami Jo'av a Nachal Sorek, na západě s oblastní radou Chof Aškelon, Středozemním mořem, Ašdodem a místní radou (malým městem) Gan Javne, na severu s oblastními radami Gederot, Chevel Javne, místními radami Gedera a Bnej Ajiš a na jihu s oblastní radou Šafir. Enklávou uprostřed rady je město Kirjat Mal'achi.
Rada se rozkládá na celkové ploše 140 km² v průměrné nadmořské výšce 30 m n. m. Na území rady se nachází letecká základna Chacor Izraelského vojenského letectva.

## Dějiny

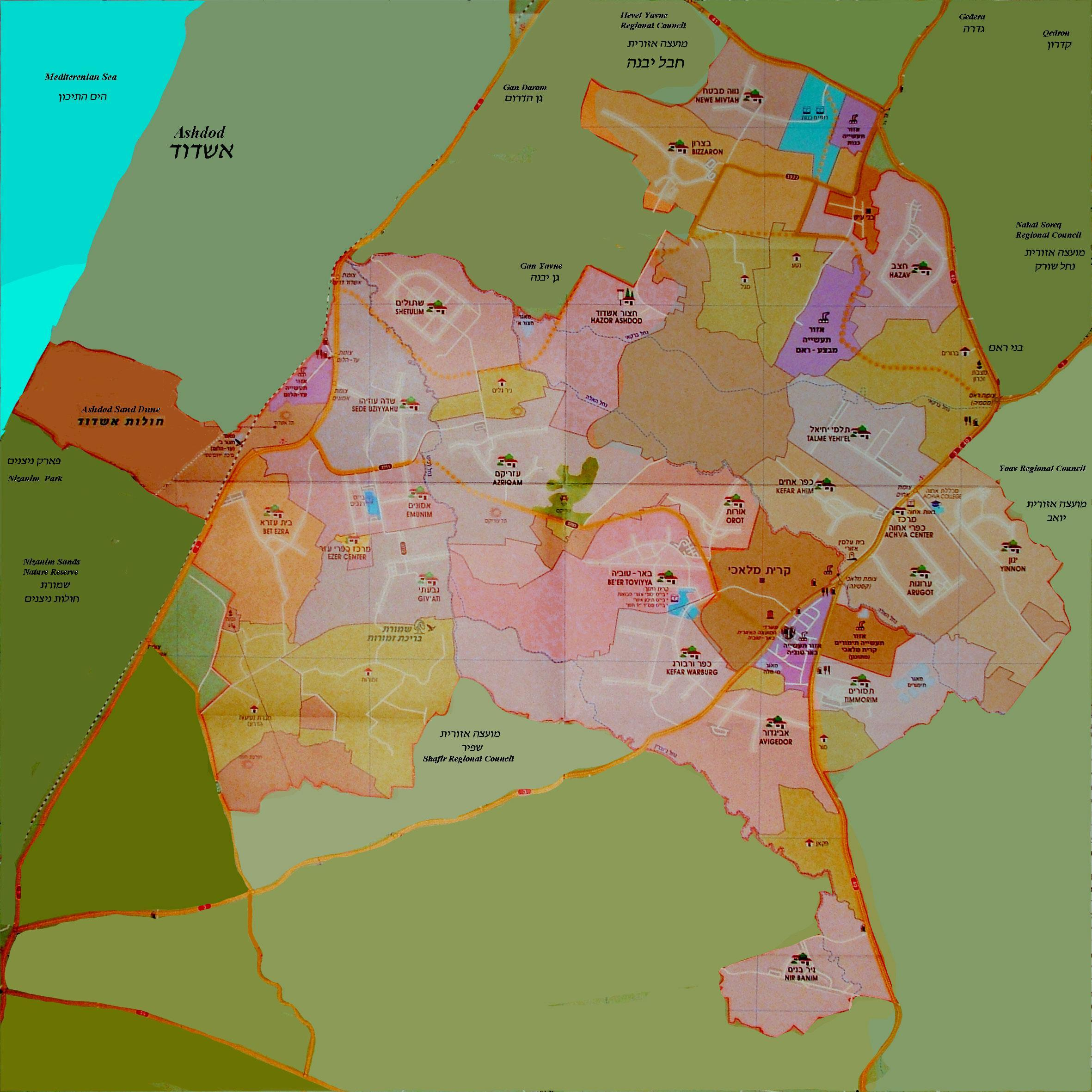
Mapa oblastní rady

Sporadické novověké židovské osídlení v této oblasti začalo vznikat již od konce 19. století (vesnice Be'er Tovija). Další osady přibyly během mandátní Palestiny. Hlavní osidlovací vlna ale následovala až po válce za nezávislost v roce 1948, kdy region opustila arabská populace.
Oblastní rada Be'er Tovija byla založena roku 1950. Centrem nové sídelní sítě se stalo město Kirjat Mal'achi, kde se nachází rovněž administrativní sídlo oblastní rady Be'er Tovija (ačkoliv Kirjat Mal'achi pod její jurisdikci nespadá).

## Seznam sídel
Oblastní rada Be'er Tovija sdružuje celkem 23 sídel, z toho 19 mošavů, 1 kibuc a 3 další sídla. 24. sídlem je Achva Academic College, jež ale nemá status samostatné administrativní obce.
Mošavy
- Arugot
- Avigdor
- Azrikam
- Be'er Tovija
- Bejt Ezra
- Bicaron
- Emunim
- Giv'ati
- Chacav
- Jinon
- Kfar Achim
- Kfar Warburg
- Neve Mivtach
- Nir Banim
- Orot
- Sde Uzijahu
- Šetulim
- Talmej Jechi'el
- Timorim

Kibuc
Chacor
Společná osada
Ezer
ostatní sídla
Achva
vzdělávací komplexy
- Kanot
- Vysoká škola Achva

## Ekonomika

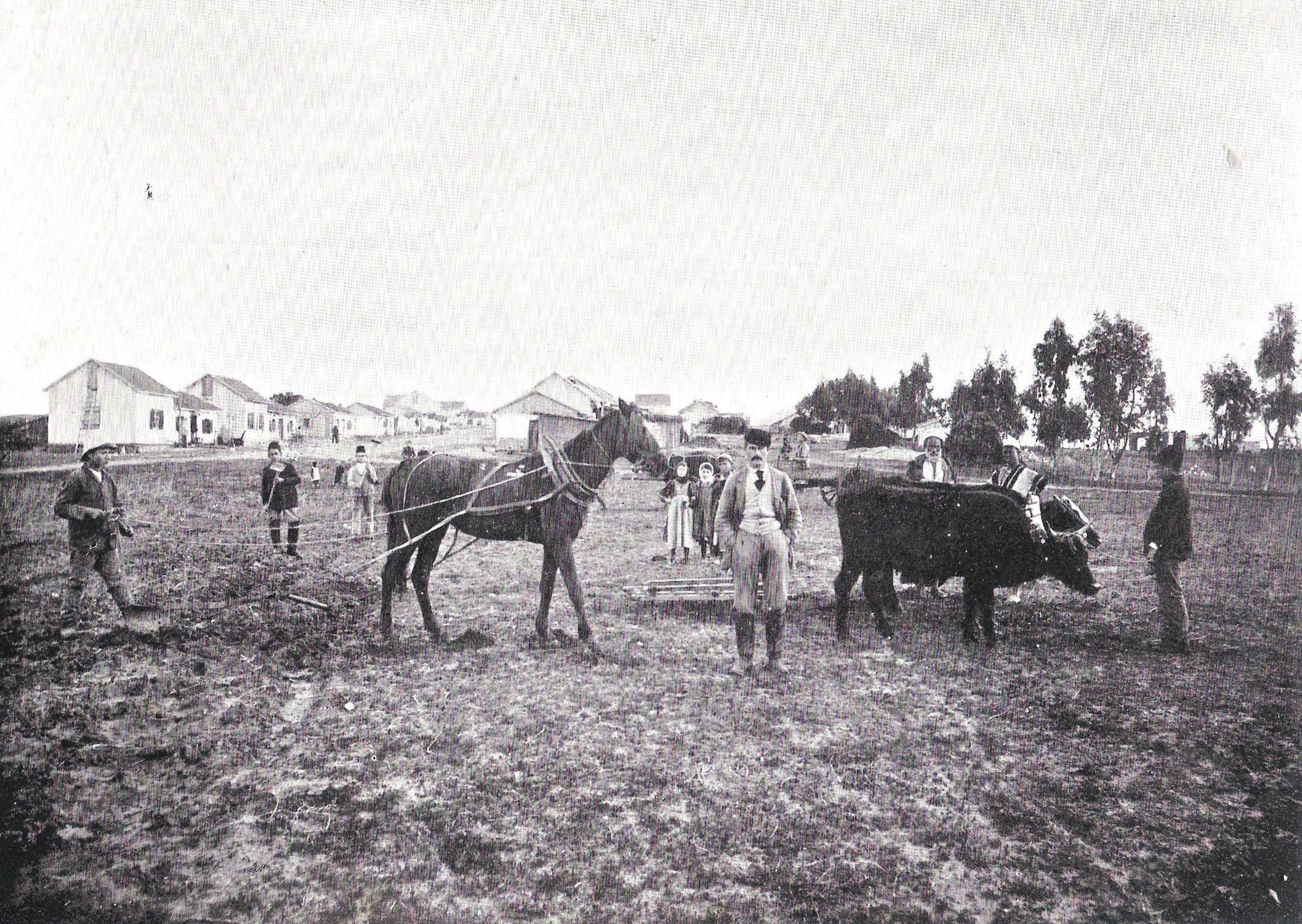
Be'er Tovija před rokem 1899

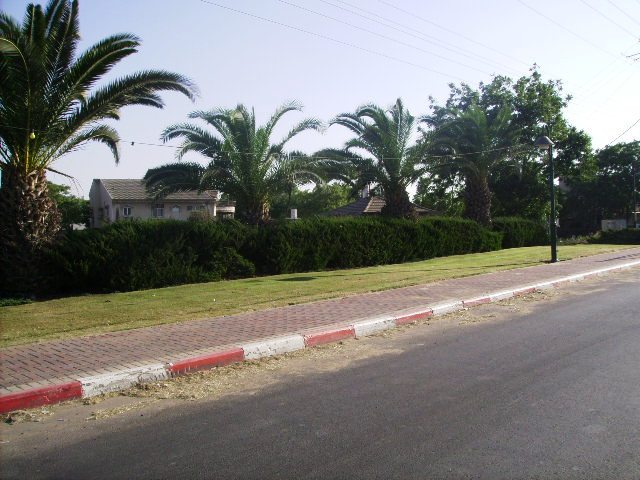
Vjezd do mošavu Chacav

Zpočátku byla ekonomika všech sídel v této oblasti postavena výlučně na zemědělství a dodnes je tu mnoho sadů a polí. Nacházejí se zde rovněž statky produkující hovězí maso a mléko. Známým je bizoní ranč v Bicaronu.
V průběhu let se oblastní rada přičinila o rozvoj průmyslu na pozemcích spadajících pod radu Be'er Tovija.
K roku 2009 se v oblastní radě nacházejí čtyři průmyslové zóny:
- Průmyslová zóna Kanot na křižovatce mezi dálnicí 40 a 41. Je důležitým logistickým centrem s několika skladovými halami.
- Průmyslová zóna Be'er Tovija na křižovatce mezi dálnicemi 3 a 40. Skládá se z několika továren a dílen.
- Průmyslová zóna Ad Halom při dálnici 4 jižně od Ašdodu. Některé ze zdejších továren znečišťují ovzduší. Ašdod proto požaduje, aby tato průmyslová zóna byla začleněna pod jeho kontrolu.
- Průmyslová zóna Mivca-Re'em je malá průmyslová oblast jižně od Bnej Ajiš.

## Demografie
K 31.&nbp;prosinci 2014 žilo v oblastní radě Be'er Tuvja 21 900 obyvatel. Z celkové populace bylo 21 600 Židů. Včetně statistické kategorie „ostatní“ tedy nearabští obyvatelé židovského původu, ale bez formální příslušnosti k židovskému náboženství jich bylo 21 900.
| Rok            | 1961  | 1972  | 1983  | 1995   | 2006   | 2008   | 2009   | 2010   | 2011   | 2012   | 2013   | 2014   |
| -------------- | ----- | ----- | ----- | ------ | ------ | ------ | ------ | ------ | ------ | ------ | ------ | ------ |
| Počet obyvatel | 9 300 | 8 900 | 9 600 | 12 800 | 18 100 | 19 000 | 19 600 | 20 000 | 20 600 | 21 000 | 21 400 | 21 900 |